# Azulona
Azulona (nome científico: Tinamus tao) é uma espécie de ave cinegética encontrada na Amazônia brasileira e na bacia do Alto Paraguai, exclusivamente em áreas da mata de terra firme.
Sua coloração é de tom cinza-ardósia. Mede 52 cm e pesa cerca de 2,5 kg ou mais. Em observações de campo conduzidas pelo ornitólogo José Carlos Reis de Magalhães, encontrou-se a relação de sexos de dois machos para cada fêmea, que a postura era, sempre, de três ovos e as fêmeas acasalavam duas vezes na estação, com dois machos diferentes e consecutivos. A estratégia reprodutiva da azulona indica que a espécie tem estado sujeita a fortes pressões predatórias, tendo assim caminhado, evolutivamente, para a solução de reduzir a postura para três ovos e fazer duas posturas por ano, reduzindo riscos. Uma peculiaridade sobre os ovos da azulona está no fato de serem quase perfeitamente esféricos, em nada oblongos, como os de Tinamus solitarius, porém idênticos na coloração verde-azulada.[carece de fontes?]
As estreitas afinidades entre o macuco e a azulona sempre foram objeto das cogitações dos sistematas que os estudaram. As diferenças entre eles estão, praticamente, no colorido, já que, morfologicamente, são idênticos. Apenas no peso, os dados acusam pequena vantagem para a azulona. É provável que macuco e azulona venham de um ancestral comum e que, por razões climáticas, foram separados pela ocorrência de soluções de continuidade entre as áreas florestadas da Amazônia e do Sudeste (Mata Atlântica). Mantiveram muita coisa em comum, como a voz, igualmente eficiente para ambas, nos biótopos semelhantes em que remanesceram. A azulona apresenta subespécies ou raças geográficas, ao longo de suas áreas de ocorrência, onde divide o hábitat com outros representantes do gênero Tinamus, como o inambu-galinha (Tinamus guttatus) e o inambu-serra (Tinamus major), este encontrado na mata de várzea.[carece de fontes?]
O nome vernáculo técnico para a espécie em português brasileiro, outorgado pelo Comitê Brasileiro de Registros Ornitológicos, é azulona.

## Subespécies
Possui quatro subespécies, das quais duas ocorrem no Brasil:
- Tinamus tao tao Temminck, 1815 - ocorre no centro e norte do Brasil até a fronteira do leste do Peru e Bolívia;
- Tinamus tao septentrionalis Brabourne & Chubb, 1913 - ocorre no nordeste da Venezuela e no noroeste da Guiana;
- Tinamus tao larensis Phelps & Phelps, 1949 - ocorre nas florestas Montane do centro da Colômbia e no noroeste da Venezuela;
- Tinamus tao kleei (Tschudi, 1843) - ocorre do centro-sul da Colômbia até o leste do Equador, leste do Peru, leste da Bolívia e no oeste do Brasil.

## Status de conservação
A União Internacional para a Conservação da Natureza (IUCN) classifica a espécie no status Vulnerável (VU), devido à perda de habitat e à pressão de caça.